# Lotto

Logo w latach 1991-2011

Logo od 6 stycznia 2011 r.

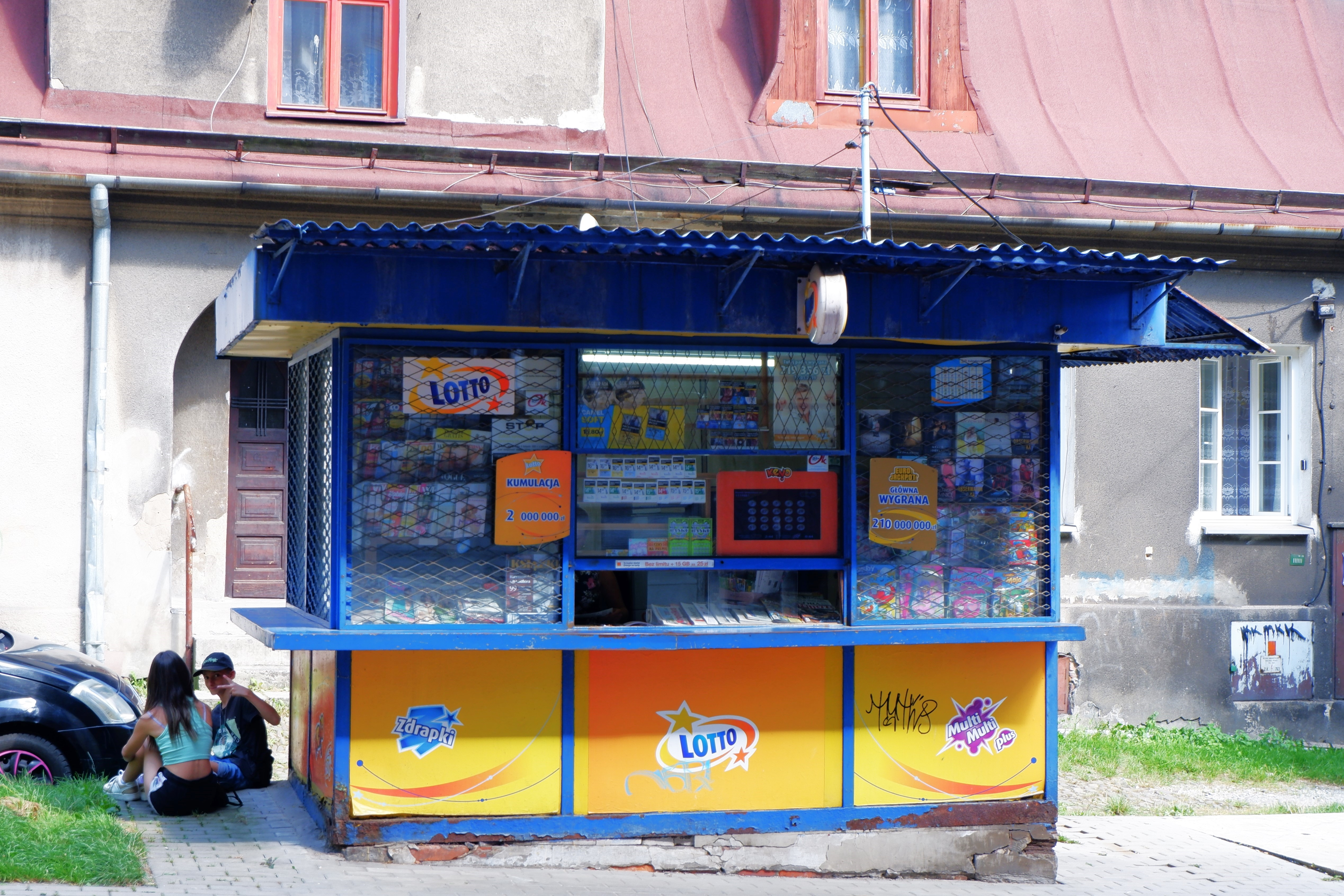
Kolektura Lotto w Bielsku-Białej w typowym żółto-niebieskim malowaniu

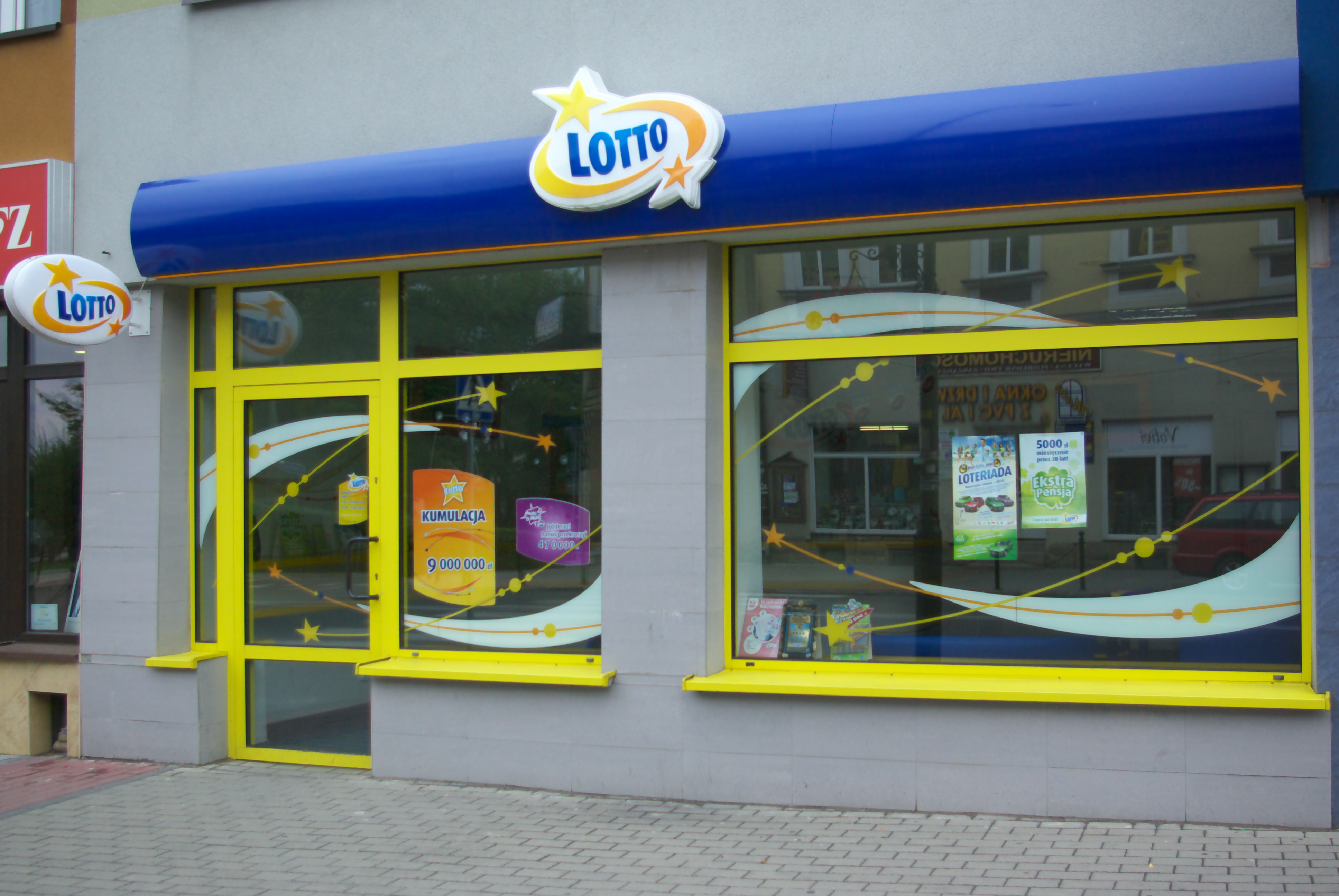
Punkt Lotto przy ulicy Tadeusza Kościuszki 12 w Sanoku

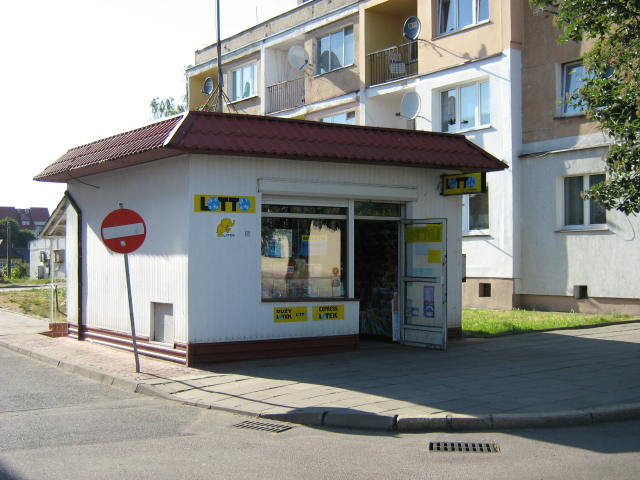
Kolektura w Wolinie

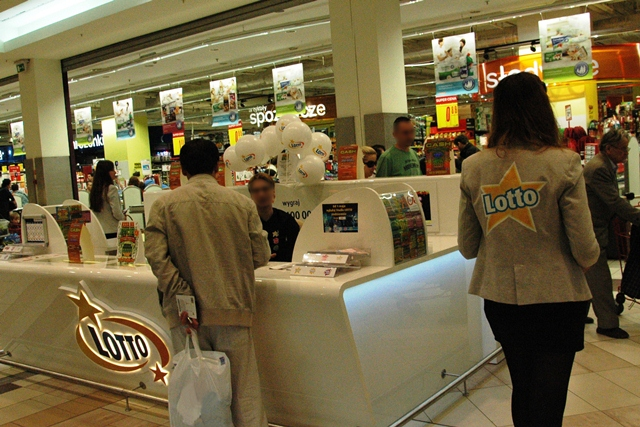
Punkt sprzedaży Lotto w warszawskiej Galerii Mokotów

Lotto – loteria organizowana przez Totalizator Sportowy. Istnieje w Polsce od 1991. Zakłady zawierać można w kolekturach na terenie całej Polski, a od grudnia 2018 także przez Internet oraz aplikacje mobilne. Nazwę Lotto nosi również sztandarowa gra liczbowa tejże loterii. 

## Historia
W Polsce Lotto organizowane jest przez Totalizator Sportowy – przedsiębiorstwo państwowe powstałe w styczniu 1956. Obszarem działania firmy były objęte monopolem państwa gry liczbowe i loterie pieniężne. Pierwszą, wprowadzoną 27 stycznia 1957 grą liczbową był Toto-Lotek. Losowano wówczas 6 z 49 liczb/dyscyplin sportowych. Przez 16 lat był on jedyną grą liczbową Totalizatora Sportowego. We wrześniu 1975 Toto-Lotek zmienił nazwę na Duży Lotek i ta nazwa przetrwała aż do 9 października 2009. Wtedy to Dużego Lotka przemianowano na Lotto, jednakże po dziś dzień większość Polaków – także tych z młodszego pokolenia – posługuje się potocznymi nazwami totolotek, lotek czy totek. 
Marka Lotto jako marka parasolowa dla wszystkich gier liczbowych i loterii pieniężnych organizowanych przez Totalizator Sportowy zaistniała na polskim rynku we wrześniu 1991. Jej wprowadzenie podyktowane było potrzebą zwrócenia uwagi grających na uruchamianie nowoczesnego systemu, umożliwiającego przyjmowanie zakładów online (w czasie rzeczywistym). Do kolektur wprowadzono wtedy również pierwsze lottomaty. Ostatnie zakłady poza systemem online przyjęto w styczniu 1995 w kolekturze w Mrągowie
Przez pierwszych 16 lat od czasu powstania Totalizatora Sportowego losowania odbywały się z udziałem publiczności. Organizowano je m.in. w salach kinowych, na stadionach sportowych czy w domach kultury. Przełom nastąpił 11 marca 1973, kiedy to po raz pierwszy losowanie transmitowane było przez telewizję, a 19 grudnia tego samego roku wprowadzono bębnową maszynę losującą (wcześniej losowania odbywały się przy użyciu specjalnych zwitków z tulejkami zamiast kul i bębna poruszanego ręcznie). Od 11 marca 1973 do 16 marca 1996 losowania były transmitowane w programie pierwszym i drugim Telewizji Polskiej. Od 18 marca 1996 do 31 grudnia 2009 losowania były transmitowane przez telewizję Polsat (jedno z losowań Zakładów Specjalnych było transmitowane przez tę stację 25 lutego 1995). 1 stycznia 2010 Studio Lotto powróciło do TVP i do 30 kwietnia 2013 emitowane było w TVP Info trzy razy w tygodniu (w dni losowania gier Lotto/Lotto Plus, Mini Lotto i Multi Multi – wtorki, czwartki i soboty o 22:15). Od 1 maja 2013 losowania gier Lotto w TVP Info emitowane były na żywo codziennie o 21:40. 18 czerwca 2020 transmisja losowań została przeniesiona do TVP3, a pora została zmieniona na 21:50. 1 sierpnia 2022 roku ponownie zmieniono porę emisji transmisji losowań na 22:00, a od października 2023 roku emisje telewizyjne losowań w TVP3 ponownie zostały ograniczone do trzech dni w tygodniu (podobnie jak to było w czasach emisji losowań w TVP Info w latach 2010-2013, gdzie losowania także były emitowane tylko we wtorki, czwartki oraz soboty). Od 15 czerwca 2009 wszystkie losowania są również transmitowane przez Internet.

## Terminy losowań
| Nazwa losowania                | Dni tygodnia             | Godzina                       | Uwagi | Rok powstania |
| ------------------------------ | ------------------------ | ----------------------------- | --- | ------------- |
| Multi Multi i Multi Multi Plus | codziennie               | 14:00 oraz 22:00              | w grze można wybrać opcję Plus | 2009          |
| Mini Lotto                     | codziennie               | 22:00                         | - | 2009          |
| Lotto i Lotto Plus             | wtorek, czwartek, sobota | 22:00                         | w grze można wybrać opcję Plus Sztandarowa gra liczbowa Totalizatora Sportowego. | 2009          |
| Kaskada                        | codziennie               | 14:00 oraz 22:00              | – | 2011          |
| Ekstra Pensja i Ekstra Premia  | codziennie               | 22:00                         | wygrana polega na wypłacaniu takiej samej kwoty co miesiąc przez 20 lat, w grze dostępna jest dodatkowa opcja ekstra premia, w której do wygrania jest 100 000 zł oraz inne mniejsze wygrane | 2014          |
| Keno                           | codziennie               | co 4 minuty; od 6:30 do 23:54 | losowania można oglądać w wyznaczonych punktach sprzedaży lub na stronie www.lotto.pl | 2008          |
| Szybkie 600                    | codziennie               | co 4 minuty; od 6:36 do 23:52 | losowania można oglądać w wyznaczonych punktach sprzedaży lub na stronie www.lotto.pl | 2020          |
| Eurojackpot                    | wtorek, piątek           | 21:00                         | losowania odbywają się w Helsinkach o godzinie 21:00 czasu lokalnego | 2017          |
| Zdrapki                        | -                        | -                             | | 1999          |
| Ekspres Losy                   | -                        | -                             | | 2023          |

## Zakończone gry
| Nazwa gry               | Pierwsze losowanie | Ostatnie losowanie | Uwagi |
| ----------------------- | ------------------ | ------------------ | --- |
| Toto-Lotek              | 1957               | 1975               | W następnych latach organizowana pod nazwą Duży Lotek. Pierwsza gra liczbowa Totalizatora Sportowego.                                                          |
| Duży Lotek              | 1975               | 2009               | Obecnie organizowana pod nazwą Lotto. Sztandarowa gra liczbowa Totalizatora Sportowego.                                                                        |
| Multi Lotek             | 1996               | 2009               | Obecnie organizowana pod nazwą Multi Multi. |
| Express Lotek           | 1976; 2000         | 1998; 2009         | Została wycofana i ponownie przywrócona. Obecnie organizowana pod nazwą Mini Lotto.                                                                            |
| Mały Lotek              | 1973               | 1986               | Została wycofana z powodu niskiej popularności i małej liczby kombinacji.                                                                                      |
| Super Lotek             | 1986               | 1991               | W jej miejsce wprowadzono dodatkowe losowanie Dużego Lotka. |
| Joker                   | 1999               | 2000               | Odbyło się tylko 81 losowań. Na jej zasadach oparto Super Szansę organizowaną od 6 czerwca 2016 roku.                                                          |
| Twój Szczęśliwy Numerek | 1998               | 2010               | Została zakończona z powodu słabnącej popularności. Na jej zasadach oparto drugą wersję Jokera organizowaną do 2015 roku.                                      |
| Zakłady Specjalne       | 1976; 2018         | 2008; 2024         | Obecnie losowania odbywają się okazjonalnie, częściej odbywały się do 2008 roku.                                                                               |
| Los Milionos            | 2008               | 2012               | Była to loteria okazjonalna, częściowy następca Zakładów Specjalnych.                                                                                          |
| JokeR                   | 2010               | 2015               | Oparta częściowo na zasadach Twojego Szczęśliwego Numerka, więc od początku nie była zbyt popularna. W 735 losowaniach padło zaledwie 11 wygranych I stopnia.  |
| Super Szansa            | 2016               | 2022               | Była to dodatkowa szansa na wygraną pojawiająca się na kuponach Lotto, Multi Multi. Mini Lotto, Kaskady i Ekstra Pensji. Polegała na odgadnięciu szeregu cyfr. |

## Internetowy System Sprzedaży Gier Lotto (Lotto Online)
W grudniu 2018 roku została uruchomiona oficjalna strona internetowa oraz aplikacje mobilne LOTTO dostępne na systemy Android oraz iOS, gdzie można zawierać zakłady online. Warunkiem gry jest utworzenie konta poprzez rejestrację na stronie internetowej, do której mogą przystąpić tylko osoby pełnoletnie. Początkowo w internetowym systemie sprzedaży gier można było zagrać wyłącznie w gry Lotto, Lotto Plus, Mini Lotto oraz Eurojackpot, od początku 2020 roku można zagrać we wszystkie gry liczbowe będące częścią loterii Lotto, oprócz Super Szansy. Od 4 maja 2020 można też zagrać online w Szybkie 600. Są to te same gry, których zakłady można kupić w naziemnych punktach sprzedaży Lotto.
W systemie sprzedaży internetowej gier Lotto można zawierać zakłady każdego dnia przez całą dobę z wyłączeniem przerw technicznych i serwisowych. W przypadku Lotto i Mini Lotto w dniu losowania tych gier sprzedaż na losowanie zamykana jest o godz. 21:30, a przerwa techniczna w sprzedaży trwa do godz. 21:50. W piątki zawieranie zakładów Eurojackpot możliwe jest do godz. 19:00. Przerwa w sprzedaży trwa do godz. 6:30 w sobotę.

Przez Internet można grać jedynie na terytorium Polski.

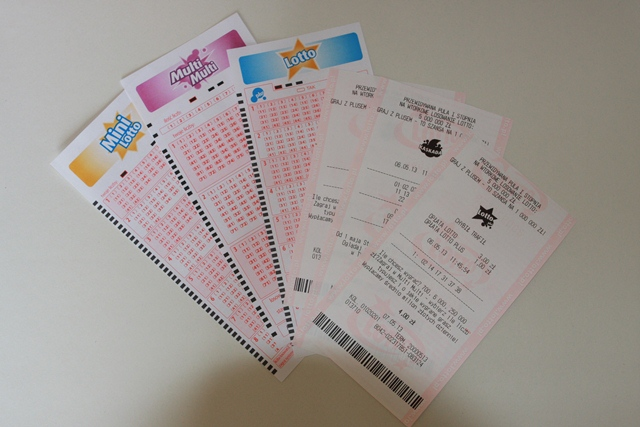
Kupony i blankiety gier Lotto

## Rekordy
Największa kumulacja w Lotto miała miejsce 7 maja 2016 roku, kiedy pula na wygrane pierwszego stopnia przekroczyła 57 milionów złotych. Wówczas padły trzy wygrane, które wyniosły 19 268 238,40 zł. Jednak najwyższa wygrana miała miejsce 16 marca 2017 roku, kiedy mieszkaniec miejscowości Skrzyszów w województwie małopolskim wygrał 36 726 210,20 zł metodą na chybił trafił w kolekturze w centrum handlowym znajdującym się pod adresem Skrzyszów 27c. Najwyższa wygrana we wszystkich grach losowych w Polsce padła 10 maja 2019 roku w Eurojackpot i wyniosła 193 396 500,00 zł. Padła ona w powiecie piotrkowskim w województwie łódzkim.

## Certyfikat Odpowiedzialnej Gry
7 maja 2013 roku Totalizator Sportowy, właściciel marki Lotto, otrzymał Certyfikat Odpowiedzialnej Gry przyznawany przez European Lotteries and Toto Association.
Standardy Odpowiedzialnej Gry zostały wprowadzone przez European State Lottery and Toto Association w 2007 roku. W ramach certyfikacji ocenianych jest 11 obszarów, które obejmują między innymi: badania, szkolenia pracowników, programy dla sprzedawców, projektowanie gier, reklamę i marketing oraz edukację graczy. Oceny dokonuje niezależny audytor, a certyfikat przyznawany jest na okres trzech lat.